# 裝甲核心V
《裝甲核心V》是機戰傭兵系列睽違4年的第五款正宗續作。世界觀翻新。初期廣告標語是（能把一切燃燒殆盡的暴力）。是該系列首次有正體中文化。

## 玩法
製作人鍋島俊文表示前作已試過把高速戰鬥推展到極限，地形幾乎失去意義，因此這次刻意另闢途徑，在多处做了变革。如機體尺寸由10公尺左右縮為7公尺好強化地形戰、實彈武器比照現實軍武分成KE(運動能量彈)與CE(化學能量彈)、飛踢、只能靠三角跳攀升、威力巨大的超限武器、關閉武器來節約能量並探索週遭的掃描模式等眾多新要素。日本版說明書因此厚達60頁。

### 連線
本作中连线系统的设计增强，除了教学任务与机体测试外的出击都可以连线合作。玩家在线上可加入别人的队伍壮大声势，并通过耳麦互相交谈；而無隊友配合時則透過「傭兵」登錄機制配對。
導入領地戰。领地依大地图被分成8个区块，不同領地即為不同舞台。领地战时防守方与侵攻方的出发地点固定。任务完成后可累积团队点数，消耗掉特定點數(越高階隊伍就需要越多)可以发动决战任务，打赢了可以拿到舞台进行客制化再上传给其他队伍挑战，自己也能撩下去支援。最多5vs5，但這時雙方其中一人將負責戰情通信。成功退敌会增加领地评价，决定排名，该区第一名的队徽会出现在大家的大地图上；反过来说，持续被攻陷时耐久度会降低，降至0时得以领地为赌注开决战任务，赢了耐久度补满，输了就失去这块领地。棄之不顧會隨時間經過被沒收。
官方也會於特定時段(多半挑假期)釋出讓線上中高階隊伍合力挑戰的額外任務，共五大種。另外，連線時購入的槍砲類武器可以選擇成長方向。在在鼓勵玩家連線。
官方伺服器已2014年關閉。

### 向量圖層彩繪
製作人鍋島承認是受到了Forza Motorsport 3的影響。複雜的機身彩繪得以用向量圖堆疊來實現。

### 與智慧型手機連動
在日本，Android和iOS都有對應名為「アーマード・コア Ｖ パーツライブラリー(機戰傭兵V零件函式庫)」的應用軟體。

## 世界觀
《装甲核心V》一反過往的高科技，這次的ARMORED CORE都是從地下挖掘出來後再修復的古物。故事任務由第0章－第9章，共10關，屬於大型任務，有補給站與中繼點。剩下83個指令任務則是後日談，屬於小型任務，約5~10分內可過關。
游戏主人公为傭兵，在剛出道時被企業雇用對付反抗組織，但備受冷遇。一年後改接受反抗組織的雇用。游戏还有都市、企业、候鳥、蜜蜂巢(Bee Hive)、MoH(Men of Honor)和索迪亞克等势力。

## 开发与发行
From Software最早在2010年初公佈機戰傭兵系列將推出新作，當時的標誌是紅黃交織的印度數字５，簡稱AC5。但之後就了無音訊，只有持續地把舊作移植到掌上型遊樂器。直到時隔一年的2011年From Software才打破沉默，除了公佈海外經銷交給萬代南夢宮、廣告標語成了｢ここは、名もなき傭兵達の戦場｣(「這裡是無名傭兵們的戰場」)外，標誌也成了白色的羅馬數字V，甚至連網路宣傳轉播MIDNIGHT LIVE最後都會讓三人擺出ACV三個字的姿勢。
起因是From Software在2009年推出惡魔靈魂，當初曾因為背離潮流而不被看好，後來卻傳出口碑叫好叫座，從歐美紅回日本。跟From Software有業務往來的日本玩具巨擎萬代南夢宮因此表達了合作意願，可以提供資金與全球經銷－只要能做出全球都能賣的大作。
From Software因此把即將完工的AC5收回去重作。大幅度補強了連線功能，時隔一年後完成的就是《機戰傭兵V》。但2011年先是發生311東日本大震災，接著又是PSN遇駭，最重要的連線實測只得延到下半年，再加上發布體驗版後修正用戶意見，最後遲至2012年才正式發售。

### 英語版
美版順利在ESRB爭取到T級（相當於輔導級）。但有若干內容因政治正確考量與日版有出入。要角RD在日版是年輕人，而在美版年長了許多。指令任務09、29、40、45、51、52、56、57、62、65、66、70、78的性別安排也有變化。中文版亦以此為準。

## 外部連結
- 官方网站（日語）